# Raster Image Processor
Pour les articles homonymes, voir RIP.
 (février 2015).
Si vous disposez d'ouvrages ou d'articles de référence ou si vous connaissez des sites web de qualité traitant du thème abordé ici, merci de compléter l'article en donnant les références utiles à sa vérifiabilité et en les liant à la section « Notes et références ».
Le Raster Image Processor (RIP en anglais) est, dans le monde des industries graphiques, l'outil informatique qui permet de tramer des données afin de les rendre imprimables. Le RIP fait le lien entre des données informatiques et des données exploitables pour l'impression.

## Fonctionnement d'un RIP
Le RIP reçoit en entrée une description de page (PostScript, PDF, divers formats propriétaires) ou des données raster, dont les couleurs sont décrites en tons continus, soit en CMJN, en RVB ou en niveaux de gris[réf. nécessaire]. Le RIP traite alors le fichier d'entrée pour produire des fichiers dits "bitmap"[réf. nécessaire], c'est-à-dire des images matricielles. Un tel fichier bitmap est associé à la superposition d'encres d'impression[réf. nécessaire] : donc, si l'impression est en quadrichromie classique, il y aura quatre fichiers (un pour le Cyan, un pour le Magenta, un pour le Jaune et un pour le Noir).

## Les fichiers Bitmap
Les fichiers numériques de départ contiennent une information colorimétrique en niveaux de gris ou CMJN[réf. nécessaire] (ou convertie dans un tel mode colorimétrique), exprimée en pourcentage. Prenons l'exemple d'une image uniformément orange, elle sera décrite comme suit :
- 0 % de cyan et de noir ;
- 50 % magenta ;
- 100 % jaune.

Le RIP récupère ces informations, et crée les quatre fichiers bitmap[réf. nécessaire] correspondant :
- un fichier bitmap uniquement blanc, pour les encres cyan et noire ;
- un fichier bitmap contenant des points de trame couvrant 50 % de la surface pour le magenta ;
- un fichier bitmap entièrement noir pour le jaune.

Ces fichiers sont utilisés pour piloter une flasheuse ou un CtP[réf. nécessaire]. En effet, pour insoler un film ou une plaque offset par exemple, le laser de la flasheuse ou du CtP :
- est déclenché selon le point décrit dans le fichier bitmap ;
- est déclenché inversement selon le support plaque ou film qui peuvent être de sensibilité négative ou positive[réf. nécessaire].

La différence entre zones insolées et non insolées permettra par la suite à l'encre d'imprimer certaines zones et pas d'autres[réf. nécessaire].
De même une information de type vectoriel sera convertie en un ensemble discret de points[réf. nécessaire] à afficher par le périphérique de sortie sélectionné, selon sa résolution de sortie et le nombre de niveaux de gris souhaité.

## Possibilités logicielles des RIP
Les RIP professionnels ne font pas que tramer des fichiers numériques, mais sont accompagnés le plus souvent de nombreux modules[réf. nécessaire] qui aident les imprimeurs dans leur travail :
- intégration de profils ICC pour corriger les erreurs colorimétriques dues aux procédés d'impression utilisés ;
- gestion de plusieurs files d'attente pour attribuer des caractéristiques différentes aux fichiers de sortie (positif ou négatif, endroit ou envers, résolution du fichier...) ;
- fusion de différents travaux sur un même film ou une même plaque ;
- etc.